# Brunngasshalde

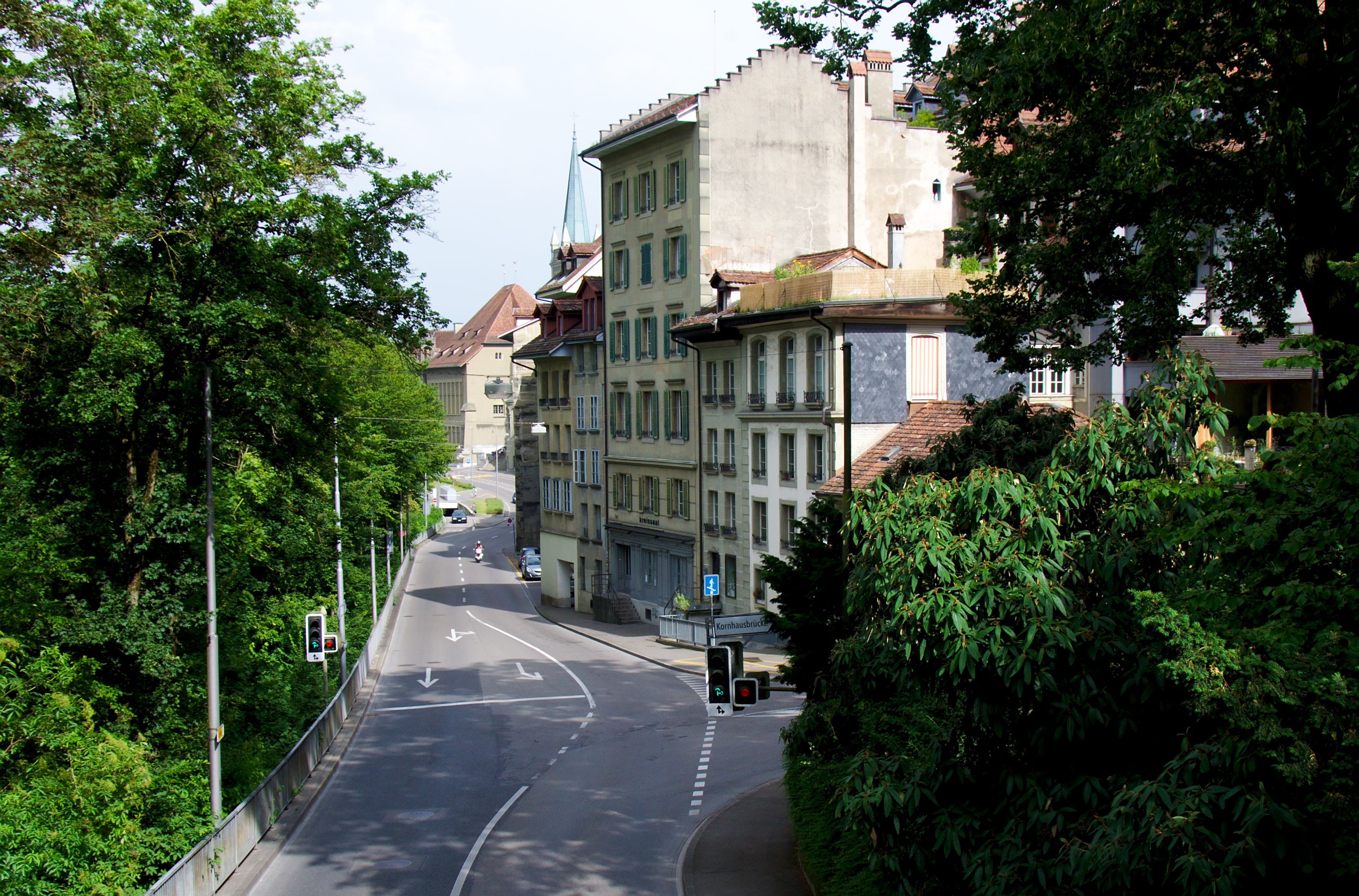
Die Brunngasshalde, von der Kornhausbrücke aus gesehen

Die Brunngasshalde ist eine in der Altstadt der Stadt Bern in der Schweiz gelegene Strasse.

## Lage
Die Brunngasshalde beginnt im Westen an der Verzweigung mit der Grabenpromenade und dem Schütteweg, in unmittelbarer Nähe zum Kornhausplatz, führt dann ostwärts, nördlich an der Altstadt hoch über der Aare entlang, wo sie bei der Einmündung der Rathausgasse zur Postgasshalde wird.
Die Brunngasshalde verläuft parallel unterhalb der Brunngasse, mit der sie durch eine Treppe verbunden ist.

## Geschichte
Spätestens nach dem grossen Stadtbrand von 1405 diente die steile Brunngasshalde als bequeme und naheliegende Müll- und Schuttkippe.
Der 1827 angelegte Weg heisst seit 1882 Brunngasshalde, von 1967 bis 1969 wurde sie  zur Durchgangsstrasse ausgebaut. An der Brunngasshalde befindet sich mit dem Stettbrunnen der älteste noch erhaltene Brunnen der Stadt Bern, der der Brunngasse ihren Namen gab.

## Brunngasshalde 63
An der Stelle der Doppelliegenschaft, die heute die Brunngasshalde 63 und die Brunngasse 48 umfasst, befand sich von 1642 bis zum ersten Drittel des 19. Jahrhunderts die bernische Salzkammer. Im Jahre 1834 wurde die Entbindungsanstalt hierhin verlegt, und 1855 erstellte man im Rahmen der Unterstadtsanierung an dieser Stelle einen Neubau. Dieser diente weiter als Entbindungsanstalt, bis auf der Grossen Schanze ein neues Frauenspital errichtet wurde. Daher verkaufte die Stadt die komplette Liegenschaft, welche in der Folge als Mietshaus genutzt wurde. Die Fassaden wurden im Jahre 1874 erstellt und sind im Stile des Klassizismus der Jahrhundertmitte gehalten. In den Jahren 1990 und 1991 wurde das Haus sorgfältig renoviert und insbesondere im Sanitärbereich komplett modernisiert.